# Waldfriedhof Lauheide

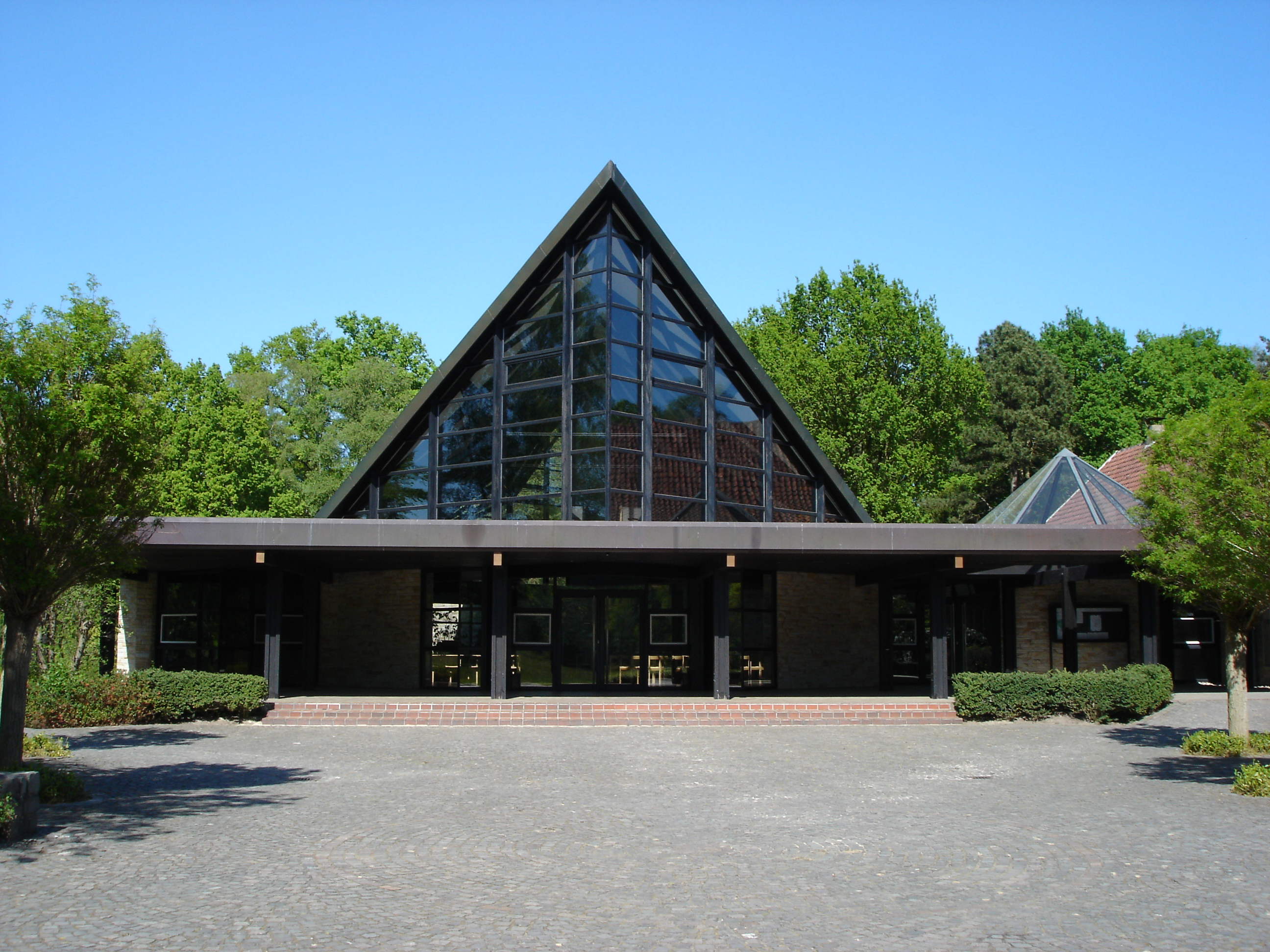
Trauerhalle im Eingangsbereich des Friedhofs

Der Waldfriedhof Lauheide ist mit über 35.000 Gräbern der größte Friedhof der westfälischen Stadt Münster. Er befindet sich direkt an der Ems an der östlichen Stadtgrenze von Münster, aber schon auf dem Gebiet von Telgte im Kreis Warendorf. Zuständig für ihn ist dennoch das Amt für Grünflächen und Umweltschutz der Stadt Münster, in dessen Besitz er sich befindet. Neben den 1135 internationalen Kriegsgräbern befindet sich auf dem Waldfriedhof auch der sogenannte Englische Friedhof, der Münster Heath War Cemetery.
Auf dem Waldfriedhof Lauheide befinden sich die Friedhofsverwaltung der Stadt Münster, eine große Trauerhalle sowie der Betriebshof. Im Oktober 2014 wurde er zum „schönsten Friedhof Deutschlands“ gewählt. Der Friedhof bietet 16 unterschiedliche Grabarten an, darunter das Wahlgrab am Urnenbaum, das Urnenreihengrab als Waldgrab sowie das Baumurnengrab.

## Geschichte
Die Geschichte der Lauheide als Grabstelle reicht zurück bis in die Zeit zwischen 2000 und 1500 Jahre vor Christus. Hiervon zeugen drei Hügelgräber ganz im Norden des Geländes. Neben diesen ältesten Funden gibt es auch noch Urnengräber, die von 1000 bis 500 Jahre vor Christus stammen.
Bis zur Nutzung der Lauheide als Friedhof im heutigen Sinn dauerte es bis zum Beginn des 20. Jahrhunderts, als sich abzeichnete, dass der erst 1887 eröffnete Zentralfriedhof bereits zu klein wurde. So entschied sich die Stadt Münster 1905 zur Eröffnung eines neuen Friedhofes. Aufgrund der schwierigen Bodenverhältnisse kamen letztendlich nur zwei Gelände in Frage: eines bei Gimbte und eines bei Telgte. Im Jahre 1929 kaufte die Stadt Münster ein insgesamt 104 Hektar großes Gelände in der Bauerschaft Verth von der Stadt Telgte für 250.000 Reichsmark ab. Die Entscheidung zur Anlage das Friedhofs Lauheide fiel am 20. September 1929. Bis zum Bau der Verbindungsstraße und der Gebäude vergingen weitere zehn Jahre, und erst 1938 wurde ein Ideenwettbewerb zur Gestaltung des Friedhofes ausgelobt. Für die Planung des Friedhofes ist der Gartenarchitekt Carl Ludwig Schreiber verantwortlich, der bereits im Jahr 1938 erste Gestaltungsideen entwickelte. Der Beginn des Zweiten Weltkrieges verhinderte zwar wiederholt die Eröffnung, doch im November 1940 wurden bereits die ersten gefallenen Soldaten dort beigesetzt. Nachdem aufgrund der zunehmenden Luftangriffe auf Münster auch vermehrt zivile Opfer auf dem Friedhof beigesetzt wurden, fand seine offizielle Eröffnung am 10. Oktober 1943 statt.
Im Jahr 2014 wurde der Friedhof von einer prominent besetzten Jury als schönster Friedhof Deutschlands ausgezeichnet.

## Gliederung

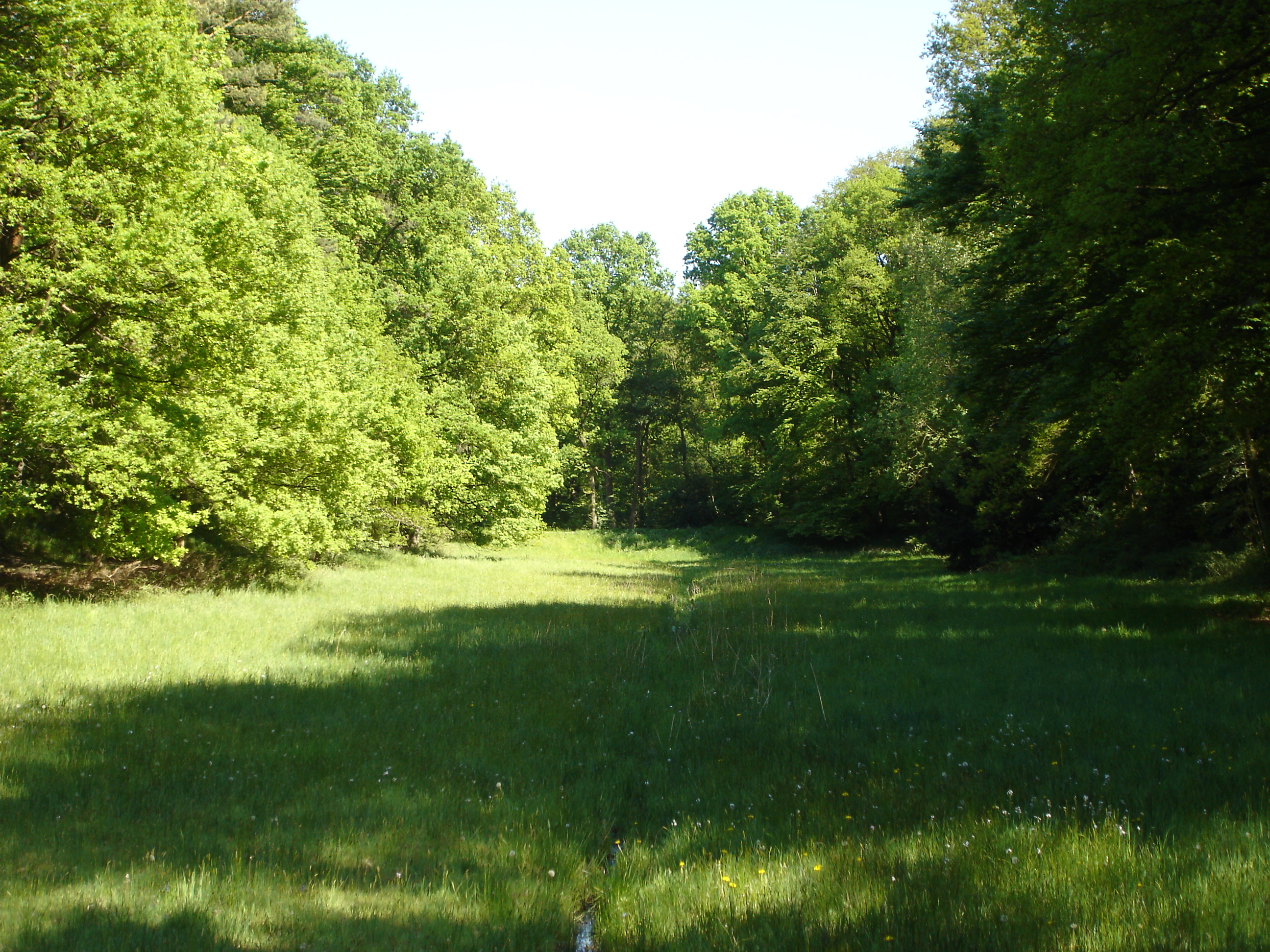
Die „Schlenke“, das ehemalige Flussbett der Ems

Der Waldfriedhof Lauheide umfasst ein Areal von 84 Hektar auf der südlichen Niederterrasse der Ems. Durch den Friedhof verläuft das fossile Flussbett der Ems, die sogenannte „Schlenke“. Der Name setzt sich zusammen aus „Lohe“ („Lau“ im Plattdeutschen) und „Heide“. Heide daher, weil das Gelände des Friedhofs bis zu seiner Aufforstung vor allem mit Waldkiefern wohl eine halboffene Heidelandschaft mit Eichen-Hutewald-Charakter war.
Im Nordosten liegen die Gräber gefallener Soldaten aus Polen und der Sowjetunion sowie der „Englischen Friedhof“. Weiter westlich gruppieren sich um den letzten Rest der Heide Landschaftsgräber, muslimische Gräber, Aschestreufelder sowie die Hügelgräber aus der Zeit zwischen 2000 und 1500 Jahre vor Christus. Ganz im Westen des Friedhofs befinden sich unter anderem weitere Landschaftsgräber, Tiefgräber sowie ein anonymes Urnenfeld. Im Süden liegen Urnenwahl- und Urnenreihengräber.

### Polnisches und russisches Ehrenfeld
Auf den polnischen und russischen Ehrenfeldern sind insgesamt 77 Polen und 164 Russen begraben, die während der Zwangsarbeit im Münsterland im Zweiten Weltkrieg ums Leben kamen. Auf zwei Gedenksteinen sind sie mit ihren Namen vermerkt, sofern diese bekannt sind.

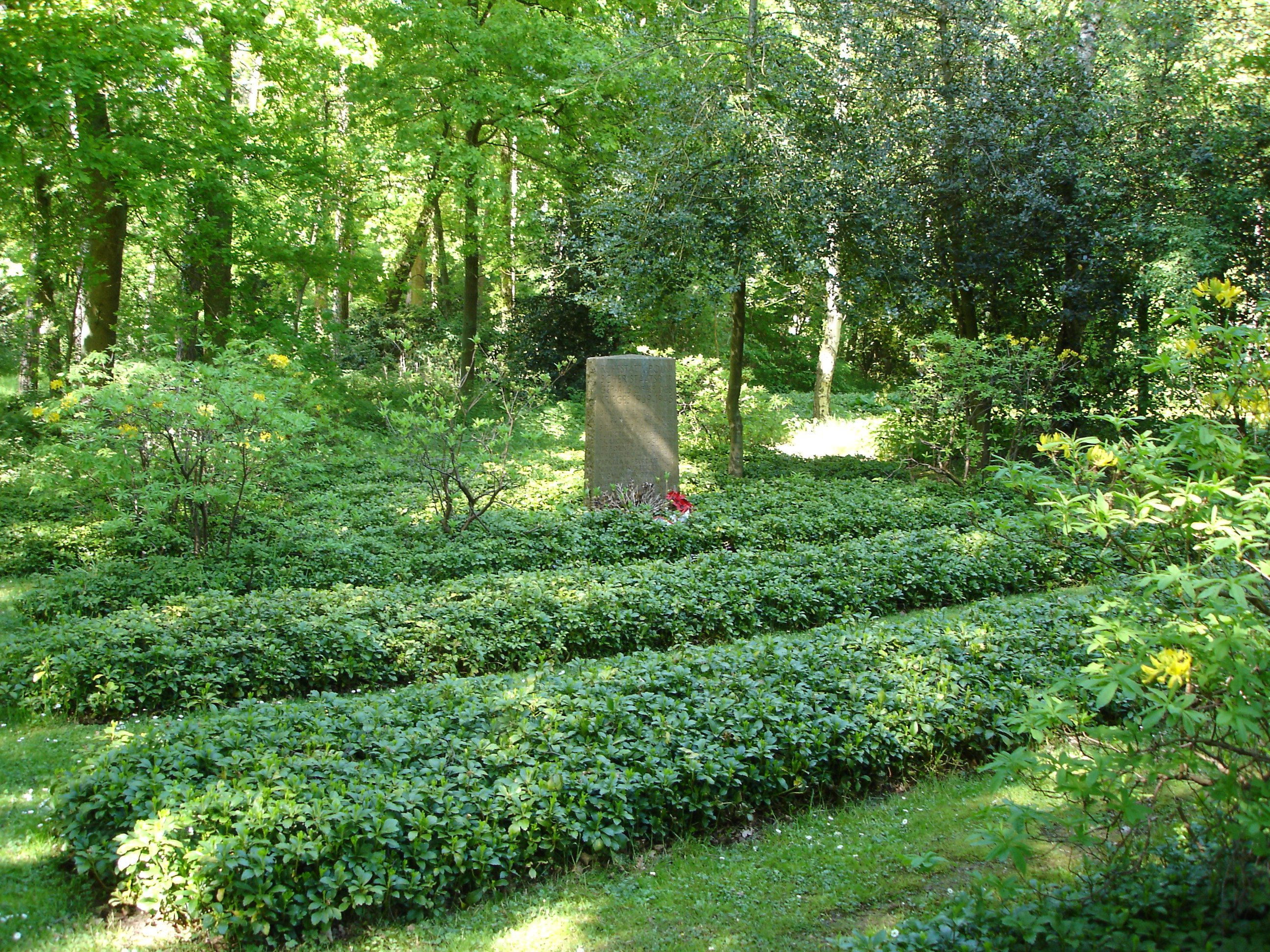
Das polnische Ehrenfeld
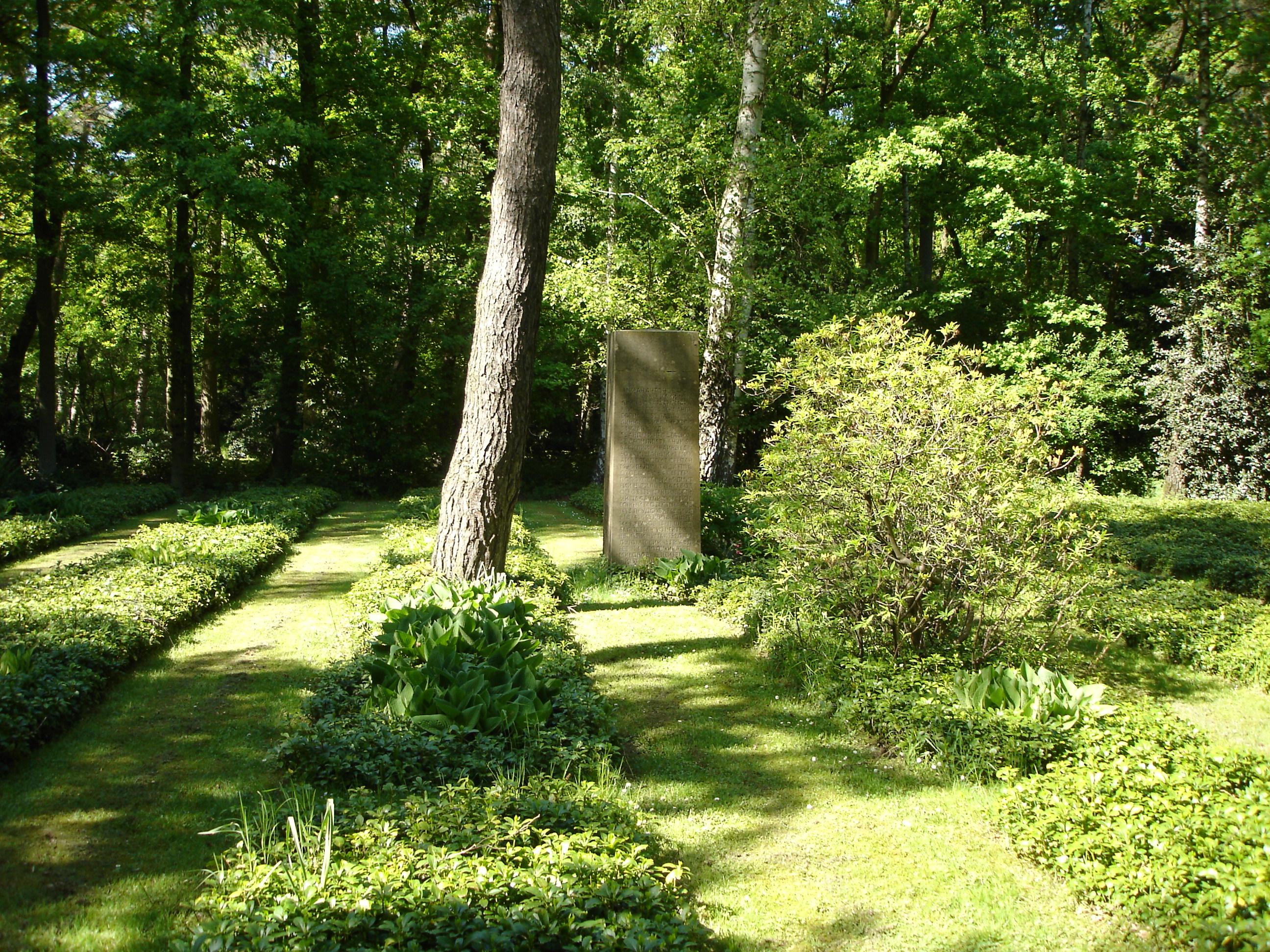
Das russische Ehrenfeld
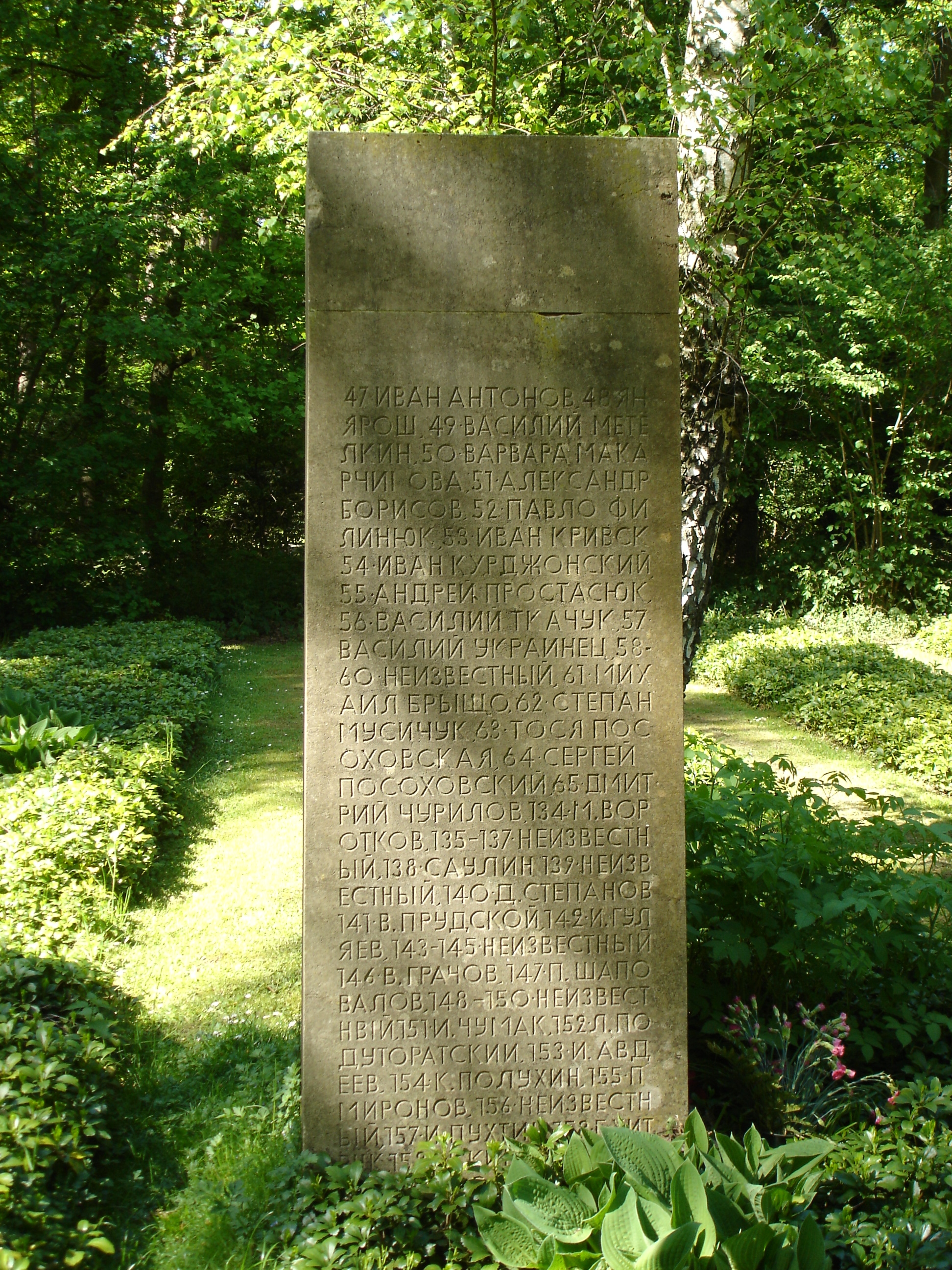
Gedenkstein mit den Namen der Opfer auf dem russischen Ehrenfeld

### Englischer Friedhof

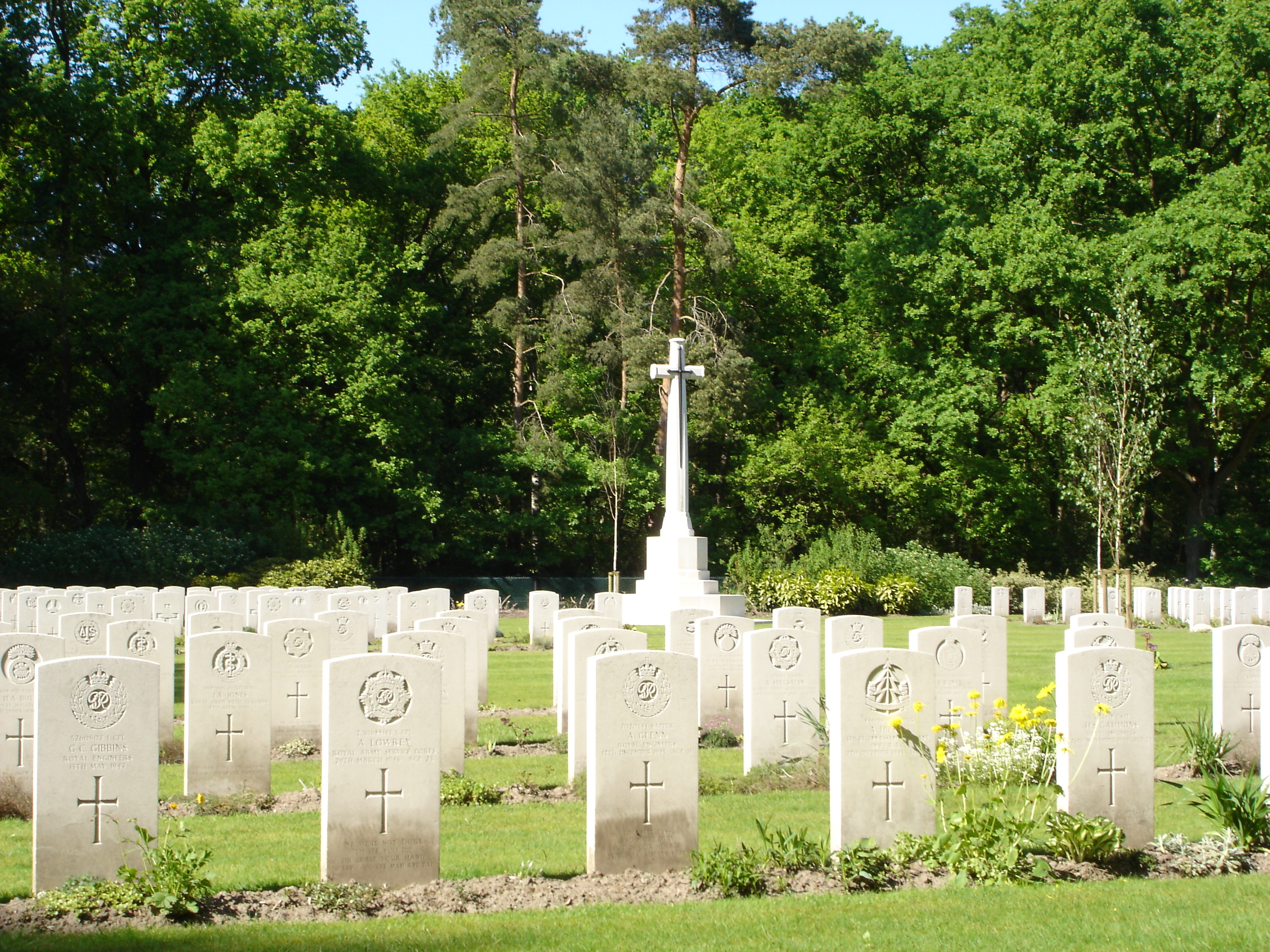
Blick über den Münster Heath War Cemetery

Der Englische Friedhof, der Münster Heath War Cemetery, ist praktisch ein Friedhof im Friedhof. Aufgrund seiner Anlage hebt er sich deutlich vom Waldfriedhof ab. Auch ist nicht die Stadt Münster, sondern die Commonwealth War Graves Commission für diesen Friedhof zuständig. Auf dem Englischen Friedhof befinden sich 740 Gräber englischer Soldaten, die Anfang 1945 bei den Kämpfen im Münsterland ihr Leben verloren.

### Deutscher Ehrenfriedhof

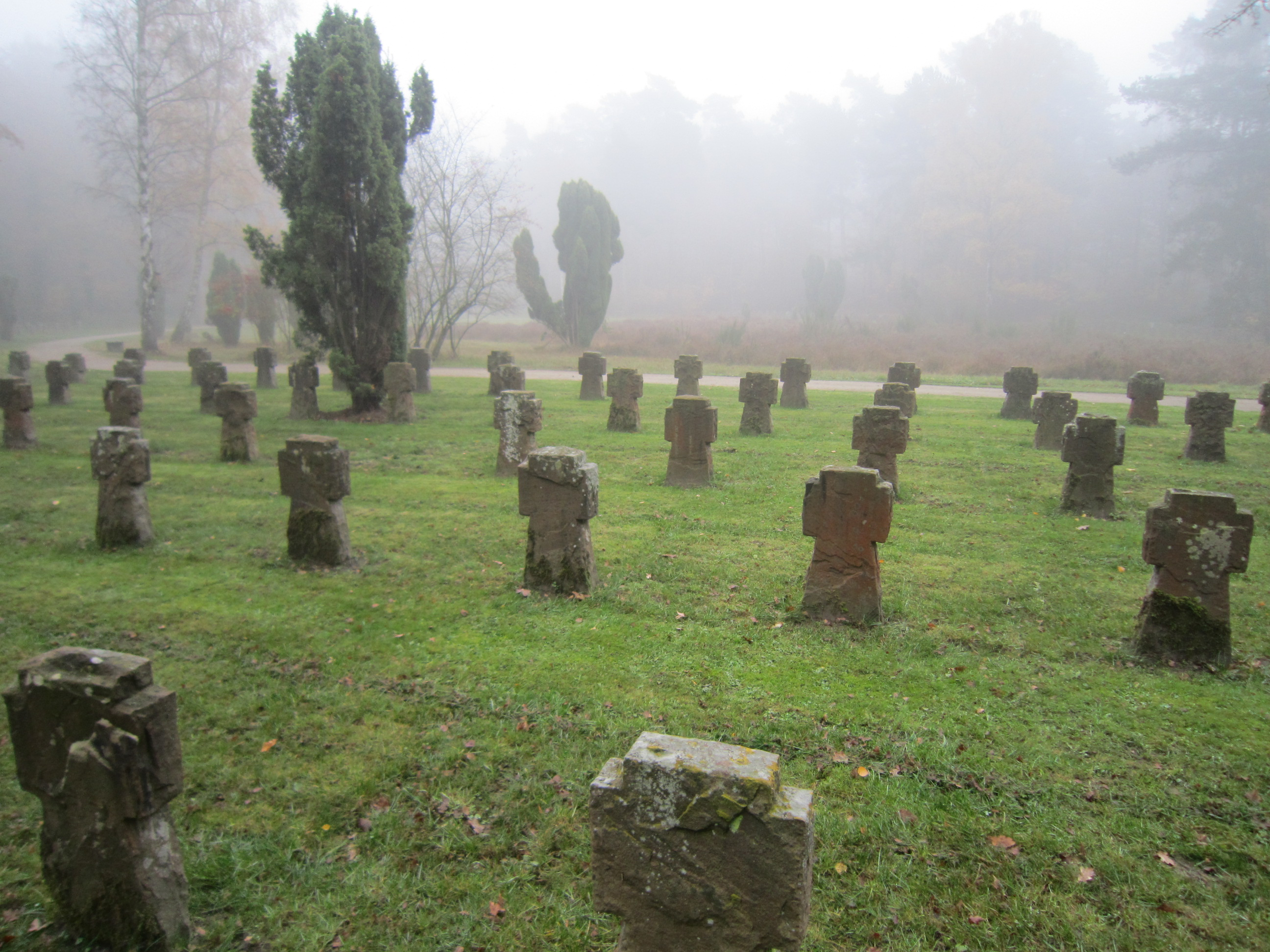
Teilansicht des Deutschen Ehrenfriedhofs am Volkstrauertag

Der Deutsche Ehrenfriedhof beherbergt insgesamt 894 Gräber. Hier sind nicht nur im Zweiten Weltkrieg gefallene deutsche Soldaten beerdigt, sondern auch 40 Kinder und 215 erwachsene Bürger der Stadt, die bei alliierten Bombenangriffen auf Münster im Oktober 1943 und September 1944 ums Leben kamen. Zusätzlich fanden hier Opfer des Krieges aus elf weiteren europäischen Ländern ihre letzte Ruhe. Bis 1971 waren diese zum Teil auf anderen Friedhöfen beigesetzt, bevor sie auf die Lauheide umgebettet wurden.

## Natur
Neben seiner Funktion als Friedhof ist der Waldfriedhof Lauheide ein Rückzugsgebiet für gefährdete Pflanzen und Tiere, darunter über 100 verschiedene Vogelarten, eine Vielzahl an Säugetieren und zahlreiche seltene Pflanzen. Außerdem leben hier zahlreiche seltene Fledermausarten und geschützte Hornissen, Amphibien und Reptilien.

## Artenvielfalt
Weit über 100 Vogelarten, darunter 47 regelmäßig brütende Vogelarten, sind in der Lauheide gezählt worden. Darunter finden sich die Hohltaube, der Pirol und Rotmilan, der 1990 erstmals erfolgreich gebrütet hat. Rund 360 Nistkästen erleichtern den Höhlenbrütern wie dem Trauerschnäpper die Aufzucht von Nachwuchs.
Zudem beherbergt der Friedhof mehrere teils sehr seltene Amphibien- sowie Fledermausarten. Zu nennen sind der Kammmolch und die Knoblauchkröte beziehungsweise Braunes Langohr, Großer Abendsegler und Fransenfledermaus.
Lange Jahre gab es auch eine kleine Population sibirischer Burunduks, die aber zwischenzeitlich erloschen ist.
Die Stadt Münster als Betreiber des Friedhofs bietet in Zusammenarbeit mit örtlichen Naturschutzverbänden regelmäßig naturkundliche Führungen an.

## Prominente
Unter anderem fanden folgende bekannte Persönlichkeiten ihre letzte Ruhe auf dem Waldfriedhof Lauheide:
- Ruth Altheim-Stiehl (1926–2023), Althistorikerin
- Heinrich Austermann (1909–1984), Münsteraner Oberstadtdirektor und Ehrenbürger
- Wilfrid Bach (1936–2015), Geograph und Klimatologe
- Werner Conze (1910–1986), Historiker
- Gerhard Domagk (1895–1964), Nobelpreisträger für Medizin
- Fritz Grotemeyer (1864–1947), Maler
- Andreas Lütkefels (1964–2022), Ruderer
- Ludwig Schmitz (1884–1954), Schauspieler
- Paul Schröter (1898–1977), Jurist in der Eisenbahnverwaltung,  Ministerialdirigent im Bundesverkehrsministerium
- Johanne Walhorn (1911–1995), Rechtsanwältin und Mitglied des Rates der Stadt Münster